# تاروميزو (كاغوشيما)
مدينة تاروميزو (بالإنجليزية: Tarumizu)‏ هي أحد المدن التابعة لمحافظة كاغوشيما. تأسست رسميًا في 01/10/1958. ويقدر عدد سكانها بـ 18078 نسمة حسب تقدير مكتب الإحصاء الياباني لعام 2012. تبلغ مساحة تاروميزو 162.01 كم2. بكثافة سكانية تبلغ 112 نسمة/كم2.